# Pravia
Pravia é um concelho (município) da Espanha na província e Principado das Astúrias. Tem 84,18 km² de área e em 2019 tinha 8 113 habitantes (densidade: 96,4 hab./km²).

## Demografia
| Variação demográfica do município entre 1991 e 2004 | Variação demográfica do município entre 1991 e 2004 | Variação demográfica do município entre 1991 e 2004 | Variação demográfica do município entre 1991 e 2004 |
| --------------------------------------------------- | --------------------------------------------------- | --------------------------------------------------- | --------------------------------------------------- |
| 1991                                                | 1996                                                | 2001                                                | 2004                                                |
| 10016                                               | 9694                                                | 9226                                                | 9087                                                |